# Richard Kaden (General)

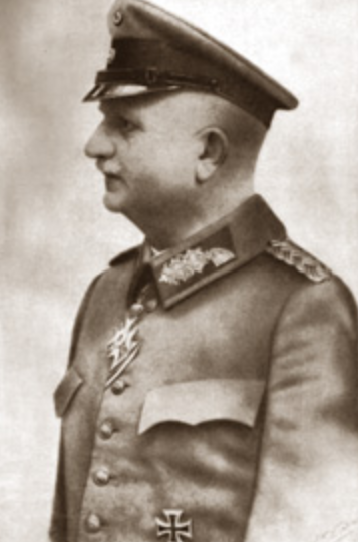
Richard Kaden

Ernst Richard Kaden (* 7. März 1862 in Dresden; † 30. September 1948) war ein sächsischer Generalleutnant.

## Leben

### Herkunft
Ernst Richard Kaden war Sohn des langjährigen Direktor einer von ihm gegründeten Privatschule in Dresden-Neustadt, Ernst Kaden.

### Militärkarriere
Kaden trat 1879 als Avantageur in das 2. Grenadier-Regiment Nr. 101 „Kaiser Wilhelm, König von Preußen“ der Sächsischen Armee ein und wurde im Jahr 1880 zum Fähnrich ernannt. Am 26. Januar 1881 avancierte er zum Sekondeleutnant im Regiment und nach weiteren Jahren im Truppenteil am 1. April 1887 zum Premierleutnant mit langjähriger Kommandierung an die Preußische Kriegsakademie in Berlin, 1893 zum Hauptmann und 1903 zum Major befördert. Seine Beförderung zum Oberstleutnant erfolgte am 21. September 1907. Er diente seitdem als Kommandeur des II. Bataillons im 8. Infanterie-Regiment „Prinz Johann Georg“ Nr. 107. Einige Jahre später diente er beim Stabe des Regiments. Nach weiterer Beförderung zum Oberst am 23. September 1911 wurde er zum Regimentskommandeur des 11. Infanterie-Regiment Nr. 139 ernannt.
Noch vor Ausbruch des Ersten Weltkrieges wurde er zum Generalmajor und Kommandeur der 4. Infanterie-Brigade Nr. 48 ernannt und konnte sich in den Frühphasen des Krieges deutlich auszeichnen, sodass er am 14. Oktober 1914 mit dem Ritterkreuz des Militär-St.-Heinrichs-Ordens beliehen wurde. Nachfolgend wurde er Kommandeur der aus der 48. Infanterie-Brigade hervorgegangenen 116. Infanterie-Brigade und beteiligte sich an der Schlacht um Verdun, wo er sich erneut auszeichnete und am 27. April 1916 mit dem Kommandeurkreuz II. Klasse ausgezeichnet wurde.
Nach Ausbruch der Novemberrevolution im Jahre 1918 musste er, mittlerweile zum Generalleutnant befördert, als militärischer Befehlshaber von Zwickau die neue republikanische Regierung anerkennen.

### Familie
Er heiratete im Jahre 1886 in Zwickau Olga Bamberger und bekam mit ihr drei Söhne, welche alle als Offiziere im Ersten Weltkrieg teilnahmen, darunter der einzig überlebende Sohn Gert Caden.

## Schriften
- In der alten Armee Lebenserinnerungen aus Frieden und Krieg. 1933.